# Атласкопкозавр
Атласкопкозавр (лат. Atlascopcosaurus) — род динозавров из инфраотряда орнитопод (Ornithopoda), живших в меловом периоде (122,46—109,0 млн лет назад), на территории современного штата Виктория (Австралии).
Впервые описан палеонтологами-супругами Патрисией Викерс-Рич и Томом Ричем в 1989 году. Представлен одним видом — Atlascopcosaurus loadsi. Родовое название Atlascopcosaurus дано по названию компании «Atlas Copco», предоставившей бурильное оборудование для раскопок в Динозавровой пещере.
Первоначально Рич отнесли род к семейству гипсилофодонтид, но, учитывая парафилетический статус последнего и недостаточность ископаемых материалов, в 2010 году Agnolin и др. объявили род Atlascopcosaurus и вид Atlascopcosaurus loadsi nomen dubium в пределах инфраотряда орнитопод.